# Lauren Fendrick
Lauren Fendrick, née le 20 mars 1982 à San Diego (Californie), est une joueuse de beach-volley américaine.
Elle remporte avec April Ross la médaille d'argent des Championnats du monde de beach-volley en 2017 à Vienne.